# Craig Mello
Craig Cameron Mello (Worcester (Massachusetts), 19 de outubro de 1960) é um professor de medicina molecular estadunidense, de ascendência açoriana.

## Biografia
Obteve o bacharelado em bioquímica pela Universidade Brown (1982) e o doutoramento em biologia celular e do desenvolvimento pela Universidade Harvard (1990). Realizou um pós-Doutoramento no laboratório do Professor James Priess, do Fred Hutchinson Cancer Research Center em Seattle. Em 1994 foi nomeado professor de Biologia molecular na Massachussets University, lecionando até aos nossos dias na Faculdade de Medicina de Worcester. desde 2000 é investigador do Howard Hughes Medical Institute. Em 2005 foi eleito membro da Academia Americana de Ciências.
Recebeu, conjuntamente com o professor Andrew Fire, o Nobel de Fisiologia ou Medicina de 2006, pela descoberta da interferência de ARN. Alem deste, recebeu vários prémios científicos de reconhecimento pelo importante contributo que ambos deram para a compreensão dos mecanismos de silenciamento dos genes nas células, abrindo novas perspectivas terapêuticas para certas doenças genéticas, como o cancro. Entre elas, destacam-se:
- 2003 - Prémio em Biologia Molecular da Academia Americana de Ciências e o Prêmio Wiley de Ciências Biomédicas da Universidade Rockefeller;
- 2005 - Prémio Brandeis University's Lewis S. Rosenstiel, o Prêmio Internacional da Fundação Gairdner e o Prêmio Massry;
- 2006 - Prêmio Paul Ehrlich e Ludwig Darmstaedter.

Os seus bisavós, Eugénio Castanho de Melo e Maria da Glória Barracôa, emigraram da freguesia da Maia, na ilha de São Miguel, para os Estados Unidos no início do século XX.